# Chris Cokley
Chris Cokley (Savannah, 27 luglio 1996) è un cestista statunitense.